# 甲賀郡
- 令制国一覧 > 東山道 > 近江国 > 甲賀郡
- 日本 > 近畿地方 > 滋賀県 > 甲賀郡

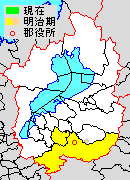
滋賀県甲賀郡の位置（黄：明治期 薄黄：後に他郡に編入された区域）

甲賀郡（こうかぐん）は、滋賀県（近江国）にあった郡。

## 郡域
1879年（明治12年）に行政区画として発足した当時の郡域は、下記の区域にあたる。
- 甲賀市の全域
- 湖南市の全域
- 蒲生郡日野町の一部（下駒月）

2010年（平成22年）国勢調査に基づく当該区域の面積は554.76k㎡、人口は147,595人。3

## 地理
鈴鹿山脈南嶺より水口丘陵、甲賀丘陵、そして県南部、盆地状の高原、信楽高原へと至る地域を呼ぶ。滋賀県南東部一帯を占め、中世には郡中惣として自治意識が高かった。また人の住まう場所として歴史は古く、はるか縄文時代から人の営みがあったことが2003年12月に判明した。主要河川として郡の北を西北西に野洲川が、南東部を郡中部で野洲川に合流する形で杣川が、信楽の中心部を北西に大戸川が流れる（西方で瀬田川に合流）。主要交通機関として、国道1号、国道307号、JR西日本草津線が通る。古くは、中世の甲賀郡中惣が有名である。近江12郡中、唯一琵琶湖に面していない。

## 歴史

### 近世以降の沿革
- 「旧高旧領取調帳」に記載されている明治初年時点での支配は以下の通り。幕府領は大津代官所・信楽代官所が管轄。●は村内に寺社領が、○は村内に寺社除地[1]が存在。（140村）

| 知行         | 知行                           | 村数 | 村名 |
| ------------ | ------------------------------ | ---- | --- |
| 幕府領       | 幕府領                         | 13村 | 東寺村、山夏見村、里夏見村、出屋敷村、八田村、五瀬村、○鮎川村、黒川村、○北土山村、○南土山村、和田村、高山村、小川出村 |
| 幕府領       | 旗本領                         | 37村 | ○菩提寺村、○平松村、妙感寺村、嶬峨上田村、下駒月村、○伊佐野村、音羽野村、市ノ瀬村、平子村、青土村、大久保村、毛牧村、五反田村、相模村、高野村、小佐治村、○大原市場村、隠岐村、神保村、下池田村、○柑子村、○下馬杉村、○上馬杉村、○上磯尾村、○市原村、●○宮町村、○勅旨村、○長野村、神山村、多羅尾村、小川村、杉山村、○上朝宮村、下朝宮村、畑村、中野村、野尻村 |
| 幕府領       | 幕府領・旗本領                 | 5村  | 櫟野村、大原上田村、○油日村、鳥居野村、深川市場村 |
| 藩領         | 近江水口藩                     | 26村 | ○岩根村、下田村、畑村、松尾村、下村、堂村、○上村、泉村、○北脇村、林口村、氏河原村、東内貴村、西内貴村、宇田村、○北内貴村、小里村、中畑村、新城村、○水口村、今在家村、○上池田村、○稗谷村、虫生野村、○杉谷村、杉谷新田、杣中村 |
| 藩領         | 山城淀藩                       | 7村  | 西寺村、柑子袋村、○正福寺村、吉永村、○前野村、○市場村、○山中村 |
| 藩領         | 武蔵川越藩                     | 6村  | ○大沢村、○野上野村、大河原村、笹路村、猪鼻村、蟹が坂村 |
| 藩領         | 近江山上藩                     | 5村  | 黒滝村、○山女原村、○神村、○葛木村、○黄瀬村 |
| 藩領         | 近江宮川藩                     | 3村  | ○平野村、○野川村、○野尻村 |
| 藩領         | 丹後宮津藩                     | 3村  | ○三雲村、今宿村、岩坂村 |
| 藩領         | 近江三上藩                     | 2村  | 朝国村、植村 |
| 藩領         | 近江膳所藩                     | 1村  | 石部村 |
| 藩領         | 河内狭山藩                     | 1村  | 田代村 |
| 藩領         | 水口藩・淀藩                   | 1村  | 倉治村 |
| 藩領         | 水口藩・川越藩                 | 1村  | ○頓宮村 |
| 藩領         | 淀藩・宮津藩                   | 1村  | ●高嶺村 |
| 藩領         | 川越藩・宮川藩                 | 1村  | ○下山村 |
| 藩領         | 山上藩・宮津藩                 | 1村  | 大原中村 |
| 幕府領・藩領 | 幕府領・水口藩                 | 3村  | 嶬峨中村、○森尻村、深川村 |
| 幕府領・藩領 | 幕府領・水口藩・淀藩           | 1村  | 伴中山村 |
| 幕府領・藩領 | 幕府領・淀藩                   | 1村  | 針村 |
| 幕府領・藩領 | 幕府領・山上藩・宮川藩         | 1村  | ○野田村 |
| 幕府領・藩領 | 幕府領・旗本領・水口藩         | 2村  | 塩野村、山上村 |
| 幕府領・藩領 | 幕府領・旗本領・淀藩           | 1村  | ○牛飼村 |
| 幕府領・藩領 | 幕府領・旗本領・川越藩         | 1村  | ○大野村 |
| 幕府領・藩領 | 幕府領・旗本領・川越藩・山上藩 | 2村  | 新宮村、上野村（現・甲賀市甲南町新治） |
| 幕府領・藩領 | 幕府領・旗本領・宮津藩         | 1村  | ○牧村 |
| 幕府領・藩領 | 幕府領・旗本領・三上藩         | 1村  | ○下磯尾村 |
| 幕府領・藩領 | 旗本領・水口藩                 | 1村  | 酒人村 |
| 幕府領・藩領 | 旗本領・淀藩                   | 3村  | ○上野村（現・甲賀市甲賀町上野）、○田堵野村、○寺庄村 |
| 幕府領・藩領 | 旗本領・淀藩・宮津藩           | 1村  | 竜法師村 |
| 幕府領・藩領 | 旗本領・川越藩                 | 2村  | 名坂村、○岩室村 |
| 幕府領・藩領 | 旗本領・山上藩                 | 1村  | 柞原村 |
| 幕府領・藩領 | 旗本領・宮津藩                 | 4村  | ○徳原村、○滝村、○三大寺村、江田村 |

- 慶応4年
  - 3月7日（1868年3月30日） - 大津代官所に大津裁判所が設置され、幕府領を管轄。
  - 4月28日（1868年5月20日） - 大津裁判所の管轄地域が大津県の管轄となる。
- 明治3年
  - 2月 - 旗本領・狭山藩領[12]が大津県の管轄となる。
  - 4月14日（1870年5月14日） - 三上藩が藩庁の移転により和泉吉見藩となる。
- 明治4年
  - 7月14日（1871年8月29日） - 廃藩置県により、藩領が水口県、淀県、川越県、山上県、宮川県、宮津県、吉見県、膳所県の管轄となる。
  - 11月2日（1871年12月13日） - 第1次府県統合により、宮津県の管轄地域が豊岡県の管轄となる。
  - 11月14日（1871年12月25日） - 第1次府県統合により、川越県の管轄地域が入間県の管轄となる。
  - 11月22日（1872年1月2日） - 第1次府県統合により、全域が大津県の管轄となる。
- 明治5年1月19日（1872年2月27日） - 大津県が改称して滋賀県となる。
- 明治7年（1874年）（136村）
  - 江田村の一部が分立して西村となる。
  - 森尻村の一部が分立して宝木村となる。
  - 音羽野村・市ノ瀬村が合併して瀬ノ音村となる。
  - 下池田村・上池田村が合併して池田村となる。
  - 上磯尾村・下磯尾村が合併して磯尾村となる。
  - 東内貴村・西内貴村が合併して内貴村となる。
  - 杉谷新田が杉谷村に、今宿村が大野村にそれぞれ合併。
  - 畑村が春日村に、野尻村が宮尻村に、氏河原村が宇川村にそれぞれ改称。
- 明治8年（1875年）（131村）
  - 山夏見村・里夏見村・出屋敷村が合併して夏見村となる。
  - 下村・堂村・上村が合併して山村となる。
  - 妙感寺村が三雲村に合併。
- 明治12年（1879年）（124村）
  - 5月16日 - 郡区町村編制法の滋賀県での施行により、行政区画としての甲賀郡が発足。郡役所が水口村に設置。
  - 嶬峨上田村・嶬峨中村が合併して嶬峨村となる。
  - 伊佐野村・平野村が合併して和野村となる。
  - 小里村・今在家村が合併して今郷村となる。
  - 倉治村・新宮村・上野村（現・甲賀市甲南町新治）が合併して新治村となる。
  - 五瀬村・蟹が坂村が南土山村に合併。

### 町村制以降の沿革

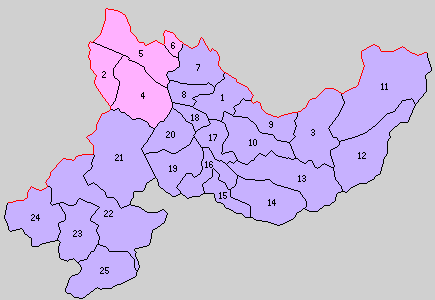
1.水口村 2.石部村 3.土山村 4.三雲村 5.岩根村 6.下田村 7.伴谷村 8.柏木村 9.大野村 10.佐山村 11.鮎河村 12.山内村 13.大原村 14.油日村 15.宮村 16.竜池村 17.寺庄村 18.貴生川村 19.南杣村 20.北杣村 21.雲井村 22.長野村 23.小原村 24.朝宮村 25.多羅尾村（紫：甲賀市 桃：湖南市）

- 明治22年（1889年）4月1日 - 町村制の施行により、以下の町村が発足。特記以外は全域が現・甲賀市。（25村）
  - 水口村 ← 水口村、林口村、松尾村、中畑村、新城村
  - 石部村 ← 石部村、東寺村、西寺村（現・湖南市）
  - 土山村 ← 南土山村、北土山村、青土村、瀬ノ音村、平子村、野上野村、大沢村
  - 三雲村 ← 柑子袋村、平松村、針村、夏見村、吉永村、三雲村（現・湖南市）
  - 岩根村 ← 岩根村、朝国村、菩提寺村、正福寺村（現・湖南市）
  - 下田村（単独村制。現・湖南市）
  - 伴谷村 ← 春日村、八田村、伴中山村、下山村、山村
  - 柏木村 ← 北脇村、酒人村、植村、宇田村、泉村、名坂村
  - 大野村 ← 大野村、今郷村、徳原村、前野村、頓宮村、市場村
  - 佐山村 ← 隠岐村、神保村、小佐治村、和野村、岩室村、嶬峨村
  - 鮎河村 ← 鮎川村、大河原村
  - 山内村 ← 山中村、猪鼻村、笹路村、山女原村、黒滝村、黒川村
  - 大原村 ← 大久保村、神村、櫟野村、大原上田村、大原中村、鳥居野村、相模村、大原市場村、高野村
  - 油日村 ← 和田村、毛牧村、五反田村、高嶺村、上野村、油日村、田堵野村、滝村
  - 宮村 ← 野川村、柑子村、上馬杉村、下馬杉村
  - 竜池村 ← 竜法師村、磯尾村、野田村、野尻村、池田村
  - 寺庄村 ← 深川村、深川市場村、森尻村、宝木村、寺庄村、葛木村、稗谷村
  - 貴生川村 ← 虫生野村、宇川村、内貴村、北内貴村
  - 南杣村 ← 杉谷村、塩野村、市原村、新治村
  - 北杣村 ← 三大寺村、高山村、岩坂村、杣中村、牛飼村、山上村
  - 雲井村 ← 牧村、宮町村、黄瀬村、勅旨村
  - 長野村 ← 長野村、江田村、神山村、田代村、畑村
  - 小原村 ← 中野村、柞原村、小川村、小川出村、杉山村、西村
  - 朝宮村 ← 下朝宮村、宮尻村、上朝宮村
  - 多羅尾村（単独村制）
  - 下駒月村が蒲生郡南比都佐村の一部となる。
- 明治27年（1894年）8月18日 - 水口村が町制施行して水口町となる。（1町24村）
- 明治31年（1898年）4月1日 - 郡制を施行。
- 明治36年（1903年）6月1日 - 石部村が町制施行して石部町となる。（2町23村）
- 大正5年（1916年）4月1日 - 土山村が町制施行して土山町となる。（3町22村）
- 大正10年（1921年）8月15日 - 長野村が町制施行して長野町となる。（4町21村）
- 大正12年（1923年）4月1日 - 郡会が廃止。郡役所は存続。
- 大正15年（1926年）7月1日 - 郡役所が廃止。以降は地域区分名称となる。
- 昭和5年（1930年）11月3日 - 長野町が改称して信楽町となる。
- 昭和17年（1942年）
  - 1月1日 - 貴生川村・北杣村が合併して貴生川町が発足。（5町19村）
  - 2月11日 - 寺庄村が町制施行して寺庄町となる。（6町18村）
  - 7月1日 - 柏木村が水口町に編入。（6町17村）
- 昭和18年（1943年）2月11日 - 寺庄町・竜池村・南杣村・宮村が合併して甲南町が発足。（6町14村）
- 昭和23年（1948年）10月10日 - 水口町の一部（泉・酒人・宇田・植・北脇）が分立して柏木村が発足。（6町15村）
- 昭和29年（1954年）9月1日 - 信楽町・雲井村・小原村・朝宮村・多羅尾村が合併し、改めて信楽町が発足。（6町11村）
- 昭和30年（1955年）
  - 4月1日
    - 大野村・土山町・山内村・鮎河村が合併し、改めて土山町が発足。（6町8村）
    - 佐山村・大原村・油日村が合併して甲賀町が発足。（7町5村）

  - 4月10日 - 三雲村・岩根村が合併して甲西町が発足。（8町3村）
  - 4月15日 - 伴谷村・柏木村・水口町・貴生川町が合併し、改めて水口町が発足。（7町1村）
- 昭和31年（1956年）
  - 4月1日 - 土山町の一部（今郷）が水口町に編入。
  - 10月1日 - 甲賀町の一部（嶬峨・和野）が水口町に編入。
- 昭和33年（1958年）10月1日 - 下田村が甲西町に編入。（7町）
- 平成16年（2004年）10月1日 - 以下の合併により甲賀郡消滅。
  - 石部町・甲西町が合併して湖南市が発足。
  - 水口町・土山町・甲賀町・甲南町・信楽町が合併して甲賀市が発足。

### 変遷表
| 明治以前   | 明治初年 - 明治22年 | 明治22年 4月1日 町村制施行 | 明治22年 - 大正15年         | 昭和元年 - 昭和20年         | 昭和元年 - 昭和20年        | 昭和21年 - 昭和25年          | 昭和26年 - 昭和30年    | 昭和31年 - 昭和64年          | 平成元年 - 現在        | 現在   |
| ---------- | ------------------- | -------------------------- | --------------------------- | --------------------------- | -------------------------- | ---------------------------- | ---------------------- | ---------------------------- | ---------------------- | ------ |
| 南土山村   | 明治12年 南土山村   | 土山村                     | 大正5年4月1日 町制 土山町   | 土山町                      | 土山町                     | 土山町                       | 昭和30年4月1日 土山町  | 土山町                       | 平成16年10月1日 甲賀市 | 甲賀市 |
| 五瀬村     | 明治12年 南土山村   | 土山村                     | 大正5年4月1日 町制 土山町   | 土山町                      | 土山町                     | 土山町                       | 昭和30年4月1日 土山町  | 土山町                       | 平成16年10月1日 甲賀市 | 甲賀市 |
| 蟹が坂村   | 明治12年 南土山村   | 土山村                     | 大正5年4月1日 町制 土山町   | 土山町                      | 土山町                     | 土山町                       | 昭和30年4月1日 土山町  | 土山町                       | 平成16年10月1日 甲賀市 | 甲賀市 |
| 北土山村   | 北土山村            | 土山村                     | 大正5年4月1日 町制 土山町   | 土山町                      | 土山町                     | 土山町                       | 昭和30年4月1日 土山町  | 土山町                       | 平成16年10月1日 甲賀市 | 甲賀市 |
| 青土村     | 青土村              | 土山村                     | 大正5年4月1日 町制 土山町   | 土山町                      | 土山町                     | 土山町                       | 昭和30年4月1日 土山町  | 土山町                       | 平成16年10月1日 甲賀市 | 甲賀市 |
| 音羽野村   | 明治7年 瀬ノ音村    | 土山村                     | 大正5年4月1日 町制 土山町   | 土山町                      | 土山町                     | 土山町                       | 昭和30年4月1日 土山町  | 土山町                       | 平成16年10月1日 甲賀市 | 甲賀市 |
| 市ノ瀬村   | 明治7年 瀬ノ音村    | 土山村                     | 大正5年4月1日 町制 土山町   | 土山町                      | 土山町                     | 土山町                       | 昭和30年4月1日 土山町  | 土山町                       | 平成16年10月1日 甲賀市 | 甲賀市 |
| 平子村     | 平子村              | 土山村                     | 大正5年4月1日 町制 土山町   | 土山町                      | 土山町                     | 土山町                       | 昭和30年4月1日 土山町  | 土山町                       | 平成16年10月1日 甲賀市 | 甲賀市 |
| 野上野村   | 野上野村            | 土山村                     | 大正5年4月1日 町制 土山町   | 土山町                      | 土山町                     | 土山町                       | 昭和30年4月1日 土山町  | 土山町                       | 平成16年10月1日 甲賀市 | 甲賀市 |
| 大沢村     | 大沢村              | 土山村                     | 大正5年4月1日 町制 土山町   | 土山町                      | 土山町                     | 土山町                       | 昭和30年4月1日 土山町  | 土山町                       | 平成16年10月1日 甲賀市 | 甲賀市 |
| 鮎川村     | 鮎川村              | 鮎河村                     | 鮎河村                      | 鮎河村                      | 鮎河村                     | 鮎河村                       | 昭和30年4月1日 土山町  | 土山町                       | 平成16年10月1日 甲賀市 | 甲賀市 |
| 大河原村   | 大河原村            | 鮎河村                     | 鮎河村                      | 鮎河村                      | 鮎河村                     | 鮎河村                       | 昭和30年4月1日 土山町  | 土山町                       | 平成16年10月1日 甲賀市 | 甲賀市 |
| 山中村     | 山中村              | 山内村                     | 山内村                      | 山内村                      | 山内村                     | 山内村                       | 昭和30年4月1日 土山町  | 土山町                       | 平成16年10月1日 甲賀市 | 甲賀市 |
| 猪鼻村     | 猪鼻村              | 山内村                     | 山内村                      | 山内村                      | 山内村                     | 山内村                       | 昭和30年4月1日 土山町  | 土山町                       | 平成16年10月1日 甲賀市 | 甲賀市 |
| 笹路村     | 笹路村              | 山内村                     | 山内村                      | 山内村                      | 山内村                     | 山内村                       | 昭和30年4月1日 土山町  | 土山町                       | 平成16年10月1日 甲賀市 | 甲賀市 |
| 山女原村   | 山女原村            | 山内村                     | 山内村                      | 山内村                      | 山内村                     | 山内村                       | 昭和30年4月1日 土山町  | 土山町                       | 平成16年10月1日 甲賀市 | 甲賀市 |
| 黒滝村     | 黒滝村              | 山内村                     | 山内村                      | 山内村                      | 山内村                     | 山内村                       | 昭和30年4月1日 土山町  | 土山町                       | 平成16年10月1日 甲賀市 | 甲賀市 |
| 黒川村     | 黒川村              | 山内村                     | 山内村                      | 山内村                      | 山内村                     | 山内村                       | 昭和30年4月1日 土山町  | 土山町                       | 平成16年10月1日 甲賀市 | 甲賀市 |
| 大野村     | 明治7年 大野村      | 大野村                     | 大野村                      | 大野村                      | 大野村                     | 大野村                       | 昭和30年4月1日 土山町  | 土山町                       | 平成16年10月1日 甲賀市 | 甲賀市 |
| 今宿村     | 明治7年 大野村      | 大野村                     | 大野村                      | 大野村                      | 大野村                     | 大野村                       | 昭和30年4月1日 土山町  | 土山町                       | 平成16年10月1日 甲賀市 | 甲賀市 |
| 徳原村     | 徳原村              | 大野村                     | 大野村                      | 大野村                      | 大野村                     | 大野村                       | 昭和30年4月1日 土山町  | 土山町                       | 平成16年10月1日 甲賀市 | 甲賀市 |
| 前野村     | 前野村              | 大野村                     | 大野村                      | 大野村                      | 大野村                     | 大野村                       | 昭和30年4月1日 土山町  | 土山町                       | 平成16年10月1日 甲賀市 | 甲賀市 |
| 頓宮村     | 頓宮村              | 大野村                     | 大野村                      | 大野村                      | 大野村                     | 大野村                       | 昭和30年4月1日 土山町  | 土山町                       | 平成16年10月1日 甲賀市 | 甲賀市 |
| 市場村     | 市場村              | 大野村                     | 大野村                      | 大野村                      | 大野村                     | 大野村                       | 昭和30年4月1日 土山町  | 土山町                       | 平成16年10月1日 甲賀市 | 甲賀市 |
| 小里村     | 明治12年 今郷村     | 大野村                     | 大野村                      | 大野村                      | 大野村                     | 大野村                       | 昭和30年4月1日 土山町  | 昭和31年4月1日 水口町に編入  | 平成16年10月1日 甲賀市 | 甲賀市 |
| 今在家村   | 明治12年 今郷村     | 大野村                     | 大野村                      | 大野村                      | 大野村                     | 大野村                       | 昭和30年4月1日 土山町  | 昭和31年4月1日 水口町に編入  | 平成16年10月1日 甲賀市 | 甲賀市 |
| 水口村     | 水口村              | 水口村                     | 明治27年8月18日 町制 水口町 | 水口町                      | 水口町                     | 水口町                       | 昭和30年4月15日 水口町 | 水口町                       | 平成16年10月1日 甲賀市 | 甲賀市 |
| 林口村     | 林口村              | 水口村                     | 明治27年8月18日 町制 水口町 | 水口町                      | 水口町                     | 水口町                       | 昭和30年4月15日 水口町 | 水口町                       | 平成16年10月1日 甲賀市 | 甲賀市 |
| 松尾村     | 松尾村              | 水口村                     | 明治27年8月18日 町制 水口町 | 水口町                      | 水口町                     | 水口町                       | 昭和30年4月15日 水口町 | 水口町                       | 平成16年10月1日 甲賀市 | 甲賀市 |
| 中畑村     | 中畑村              | 水口村                     | 明治27年8月18日 町制 水口町 | 水口町                      | 水口町                     | 水口町                       | 昭和30年4月15日 水口町 | 水口町                       | 平成16年10月1日 甲賀市 | 甲賀市 |
| 新城村     | 新城村              | 水口村                     | 明治27年8月18日 町制 水口町 | 水口町                      | 水口町                     | 水口町                       | 昭和30年4月15日 水口町 | 水口町                       | 平成16年10月1日 甲賀市 | 甲賀市 |
| 名坂村     | 名坂村              | 柏木村                     | 柏木村                      | 昭和17年7月1日 水口町に編入 | 水口町                     | 水口町                       | 昭和30年4月15日 水口町 | 水口町                       | 平成16年10月1日 甲賀市 | 甲賀市 |
| 北脇村     | 北脇村              | 柏木村                     | 柏木村                      | 昭和17年7月1日 水口町に編入 | 水口町                     | 昭和23年10月10日 分立 柏木村 | 昭和30年4月15日 水口町 | 水口町                       | 平成16年10月1日 甲賀市 | 甲賀市 |
| 酒人村     | 酒人村              | 柏木村                     | 柏木村                      | 昭和17年7月1日 水口町に編入 | 水口町                     | 昭和23年10月10日 分立 柏木村 | 昭和30年4月15日 水口町 | 水口町                       | 平成16年10月1日 甲賀市 | 甲賀市 |
| 植村       | 植村                | 柏木村                     | 柏木村                      | 昭和17年7月1日 水口町に編入 | 水口町                     | 昭和23年10月10日 分立 柏木村 | 昭和30年4月15日 水口町 | 水口町                       | 平成16年10月1日 甲賀市 | 甲賀市 |
| 宇田村     | 宇田村              | 柏木村                     | 柏木村                      | 昭和17年7月1日 水口町に編入 | 水口町                     | 昭和23年10月10日 分立 柏木村 | 昭和30年4月15日 水口町 | 水口町                       | 平成16年10月1日 甲賀市 | 甲賀市 |
| 泉村       | 泉村                | 柏木村                     | 柏木村                      | 昭和17年7月1日 水口町に編入 | 水口町                     | 昭和23年10月10日 分立 柏木村 | 昭和30年4月15日 水口町 | 水口町                       | 平成16年10月1日 甲賀市 | 甲賀市 |
| 畑村       | 明治7年 改称 春日村 | 伴谷村                     | 伴谷村                      | 伴谷村                      | 伴谷村                     | 伴谷村                       | 昭和30年4月15日 水口町 | 水口町                       | 平成16年10月1日 甲賀市 | 甲賀市 |
| 八田村     | 八田村              | 伴谷村                     | 伴谷村                      | 伴谷村                      | 伴谷村                     | 伴谷村                       | 昭和30年4月15日 水口町 | 水口町                       | 平成16年10月1日 甲賀市 | 甲賀市 |
| 伴中山村   | 伴中山村            | 伴谷村                     | 伴谷村                      | 伴谷村                      | 伴谷村                     | 伴谷村                       | 昭和30年4月15日 水口町 | 水口町                       | 平成16年10月1日 甲賀市 | 甲賀市 |
| 下山村     | 下山村              | 伴谷村                     | 伴谷村                      | 伴谷村                      | 伴谷村                     | 伴谷村                       | 昭和30年4月15日 水口町 | 水口町                       | 平成16年10月1日 甲賀市 | 甲賀市 |
| 下村       | 明治8年 山村        | 伴谷村                     | 伴谷村                      | 伴谷村                      | 伴谷村                     | 伴谷村                       | 昭和30年4月15日 水口町 | 水口町                       | 平成16年10月1日 甲賀市 | 甲賀市 |
| 堂村       | 明治8年 山村        | 伴谷村                     | 伴谷村                      | 伴谷村                      | 伴谷村                     | 伴谷村                       | 昭和30年4月15日 水口町 | 水口町                       | 平成16年10月1日 甲賀市 | 甲賀市 |
| 上村       | 明治8年 山村        | 伴谷村                     | 伴谷村                      | 伴谷村                      | 伴谷村                     | 伴谷村                       | 昭和30年4月15日 水口町 | 水口町                       | 平成16年10月1日 甲賀市 | 甲賀市 |
| 虫生野村   | 虫生野村            | 貴生川村                   | 貴生川村                    | 昭和17年1月1日 貴生川町     | 昭和17年1月1日 貴生川町    | 貴生川町                     | 昭和30年4月15日 水口町 | 水口町                       | 平成16年10月1日 甲賀市 | 甲賀市 |
| 氏河原村   | 明治7年 改称 宇川村 | 貴生川村                   | 貴生川村                    | 昭和17年1月1日 貴生川町     | 昭和17年1月1日 貴生川町    | 貴生川町                     | 昭和30年4月15日 水口町 | 水口町                       | 平成16年10月1日 甲賀市 | 甲賀市 |
| 東内貴村   | 明治7年 内貴村      | 貴生川村                   | 貴生川村                    | 昭和17年1月1日 貴生川町     | 昭和17年1月1日 貴生川町    | 貴生川町                     | 昭和30年4月15日 水口町 | 水口町                       | 平成16年10月1日 甲賀市 | 甲賀市 |
| 西内貴村   | 明治7年 内貴村      | 貴生川村                   | 貴生川村                    | 昭和17年1月1日 貴生川町     | 昭和17年1月1日 貴生川町    | 貴生川町                     | 昭和30年4月15日 水口町 | 水口町                       | 平成16年10月1日 甲賀市 | 甲賀市 |
| 北内貴村   | 北内貴村            | 貴生川村                   | 貴生川村                    | 昭和17年1月1日 貴生川町     | 昭和17年1月1日 貴生川町    | 貴生川町                     | 昭和30年4月15日 水口町 | 水口町                       | 平成16年10月1日 甲賀市 | 甲賀市 |
| 三大寺村   | 三大寺村            | 北杣村                     | 北杣村                      | 昭和17年1月1日 貴生川町     | 昭和17年1月1日 貴生川町    | 貴生川町                     | 昭和30年4月15日 水口町 | 水口町                       | 平成16年10月1日 甲賀市 | 甲賀市 |
| 高山村     | 高山村              | 北杣村                     | 北杣村                      | 昭和17年1月1日 貴生川町     | 昭和17年1月1日 貴生川町    | 貴生川町                     | 昭和30年4月15日 水口町 | 水口町                       | 平成16年10月1日 甲賀市 | 甲賀市 |
| 岩坂村     | 岩坂村              | 北杣村                     | 北杣村                      | 昭和17年1月1日 貴生川町     | 昭和17年1月1日 貴生川町    | 貴生川町                     | 昭和30年4月15日 水口町 | 水口町                       | 平成16年10月1日 甲賀市 | 甲賀市 |
| 杣中村     | 杣中村              | 北杣村                     | 北杣村                      | 昭和17年1月1日 貴生川町     | 昭和17年1月1日 貴生川町    | 貴生川町                     | 昭和30年4月15日 水口町 | 水口町                       | 平成16年10月1日 甲賀市 | 甲賀市 |
| 牛飼村     | 牛飼村              | 北杣村                     | 北杣村                      | 昭和17年1月1日 貴生川町     | 昭和17年1月1日 貴生川町    | 貴生川町                     | 昭和30年4月15日 水口町 | 水口町                       | 平成16年10月1日 甲賀市 | 甲賀市 |
| 山上村     | 山上村              | 北杣村                     | 北杣村                      | 昭和17年1月1日 貴生川町     | 昭和17年1月1日 貴生川町    | 貴生川町                     | 昭和30年4月15日 水口町 | 水口町                       | 平成16年10月1日 甲賀市 | 甲賀市 |
| 嶬峨上田村 | 明治12年 嶬峨村     | 佐山村                     | 佐山村                      | 佐山村                      | 佐山村                     | 佐山村                       | 昭和30年4月1日 甲賀町  | 昭和31年10月1日 水口町に編入 | 平成16年10月1日 甲賀市 | 甲賀市 |
| 嶬峨中村   | 明治12年 嶬峨村     | 佐山村                     | 佐山村                      | 佐山村                      | 佐山村                     | 佐山村                       | 昭和30年4月1日 甲賀町  | 昭和31年10月1日 水口町に編入 | 平成16年10月1日 甲賀市 | 甲賀市 |
| 伊佐野村   | 明治12年 和野村     | 佐山村                     | 佐山村                      | 佐山村                      | 佐山村                     | 佐山村                       | 昭和30年4月1日 甲賀町  | 昭和31年10月1日 水口町に編入 | 平成16年10月1日 甲賀市 | 甲賀市 |
| 平野村     | 明治12年 和野村     | 佐山村                     | 佐山村                      | 佐山村                      | 佐山村                     | 佐山村                       | 昭和30年4月1日 甲賀町  | 昭和31年10月1日 水口町に編入 | 平成16年10月1日 甲賀市 | 甲賀市 |
| 隠岐村     | 隠岐村              | 佐山村                     | 佐山村                      | 佐山村                      | 佐山村                     | 佐山村                       | 昭和30年4月1日 甲賀町  | 甲賀町                       | 平成16年10月1日 甲賀市 | 甲賀市 |
| 神保村     | 神保村              | 佐山村                     | 佐山村                      | 佐山村                      | 佐山村                     | 佐山村                       | 昭和30年4月1日 甲賀町  | 甲賀町                       | 平成16年10月1日 甲賀市 | 甲賀市 |
| 小佐治村   | 小佐治村            | 佐山村                     | 佐山村                      | 佐山村                      | 佐山村                     | 佐山村                       | 昭和30年4月1日 甲賀町  | 甲賀町                       | 平成16年10月1日 甲賀市 | 甲賀市 |
| 岩室村     | 岩室村              | 佐山村                     | 佐山村                      | 佐山村                      | 佐山村                     | 佐山村                       | 昭和30年4月1日 甲賀町  | 甲賀町                       | 平成16年10月1日 甲賀市 | 甲賀市 |
| 大久保村   | 大久保村            | 大原村                     | 大原村                      | 大原村                      | 大原村                     | 大原村                       | 昭和30年4月1日 甲賀町  | 甲賀町                       | 平成16年10月1日 甲賀市 | 甲賀市 |
| 神村       | 神村                | 大原村                     | 大原村                      | 大原村                      | 大原村                     | 大原村                       | 昭和30年4月1日 甲賀町  | 甲賀町                       | 平成16年10月1日 甲賀市 | 甲賀市 |
| 櫟野村     | 櫟野村              | 大原村                     | 大原村                      | 大原村                      | 大原村                     | 大原村                       | 昭和30年4月1日 甲賀町  | 甲賀町                       | 平成16年10月1日 甲賀市 | 甲賀市 |
| 大原上田村 | 大原上田村          | 大原村                     | 大原村                      | 大原村                      | 大原村                     | 大原村                       | 昭和30年4月1日 甲賀町  | 甲賀町                       | 平成16年10月1日 甲賀市 | 甲賀市 |
| 大原中村   | 大原中村            | 大原村                     | 大原村                      | 大原村                      | 大原村                     | 大原村                       | 昭和30年4月1日 甲賀町  | 甲賀町                       | 平成16年10月1日 甲賀市 | 甲賀市 |
| 鳥居野村   | 鳥居野村            | 大原村                     | 大原村                      | 大原村                      | 大原村                     | 大原村                       | 昭和30年4月1日 甲賀町  | 甲賀町                       | 平成16年10月1日 甲賀市 | 甲賀市 |
| 相模村     | 相模村              | 大原村                     | 大原村                      | 大原村                      | 大原村                     | 大原村                       | 昭和30年4月1日 甲賀町  | 甲賀町                       | 平成16年10月1日 甲賀市 | 甲賀市 |
| 大原市場村 | 大原市場村          | 大原村                     | 大原村                      | 大原村                      | 大原村                     | 大原村                       | 昭和30年4月1日 甲賀町  | 甲賀町                       | 平成16年10月1日 甲賀市 | 甲賀市 |
| 高野村     | 高野村              | 大原村                     | 大原村                      | 大原村                      | 大原村                     | 大原村                       | 昭和30年4月1日 甲賀町  | 甲賀町                       | 平成16年10月1日 甲賀市 | 甲賀市 |
| 和田村     | 和田村              | 油日村                     | 油日村                      | 油日村                      | 油日村                     | 油日村                       | 昭和30年4月1日 甲賀町  | 甲賀町                       | 平成16年10月1日 甲賀市 | 甲賀市 |
| 毛牧村     | 毛牧村              | 油日村                     | 油日村                      | 油日村                      | 油日村                     | 油日村                       | 昭和30年4月1日 甲賀町  | 甲賀町                       | 平成16年10月1日 甲賀市 | 甲賀市 |
| 五反田村   | 五反田村            | 油日村                     | 油日村                      | 油日村                      | 油日村                     | 油日村                       | 昭和30年4月1日 甲賀町  | 甲賀町                       | 平成16年10月1日 甲賀市 | 甲賀市 |
| 高嶺村     | 高嶺村              | 油日村                     | 油日村                      | 油日村                      | 油日村                     | 油日村                       | 昭和30年4月1日 甲賀町  | 甲賀町                       | 平成16年10月1日 甲賀市 | 甲賀市 |
| 上野村     | 上野村              | 油日村                     | 油日村                      | 油日村                      | 油日村                     | 油日村                       | 昭和30年4月1日 甲賀町  | 甲賀町                       | 平成16年10月1日 甲賀市 | 甲賀市 |
| 油日村     | 油日村              | 油日村                     | 油日村                      | 油日村                      | 油日村                     | 油日村                       | 昭和30年4月1日 甲賀町  | 甲賀町                       | 平成16年10月1日 甲賀市 | 甲賀市 |
| 田堵野村   | 田堵野村            | 油日村                     | 油日村                      | 油日村                      | 油日村                     | 油日村                       | 昭和30年4月1日 甲賀町  | 甲賀町                       | 平成16年10月1日 甲賀市 | 甲賀市 |
| 滝村       | 滝村                | 油日村                     | 油日村                      | 油日村                      | 油日村                     | 油日村                       | 昭和30年4月1日 甲賀町  | 甲賀町                       | 平成16年10月1日 甲賀市 | 甲賀市 |
| 深川村     | 深川村              | 寺庄村                     | 寺庄村                      | 昭和17年2月11日 町制 寺庄町 | 昭和18年2月11日 甲南町     | 甲南町                       | 甲南町                 | 甲南町                       | 平成16年10月1日 甲賀市 | 甲賀市 |
| 深川市場村 | 深川市場村          | 寺庄村                     | 寺庄村                      | 昭和17年2月11日 町制 寺庄町 | 昭和18年2月11日 甲南町     | 甲南町                       | 甲南町                 | 甲南町                       | 平成16年10月1日 甲賀市 | 甲賀市 |
| 森尻村     | 森尻村              | 寺庄村                     | 寺庄村                      | 昭和17年2月11日 町制 寺庄町 | 昭和18年2月11日 甲南町     | 甲南町                       | 甲南町                 | 甲南町                       | 平成16年10月1日 甲賀市 | 甲賀市 |
| 森尻村     | 明治7年 分立 宝木村 | 寺庄村                     | 寺庄村                      | 昭和17年2月11日 町制 寺庄町 | 昭和18年2月11日 甲南町     | 甲南町                       | 甲南町                 | 甲南町                       | 平成16年10月1日 甲賀市 | 甲賀市 |
| 寺庄村     | 寺庄村              | 寺庄村                     | 寺庄村                      | 昭和17年2月11日 町制 寺庄町 | 昭和18年2月11日 甲南町     | 甲南町                       | 甲南町                 | 甲南町                       | 平成16年10月1日 甲賀市 | 甲賀市 |
| 葛木村     | 葛木村              | 寺庄村                     | 寺庄村                      | 昭和17年2月11日 町制 寺庄町 | 昭和18年2月11日 甲南町     | 甲南町                       | 甲南町                 | 甲南町                       | 平成16年10月1日 甲賀市 | 甲賀市 |
| 稗谷村     | 稗谷村              | 寺庄村                     | 寺庄村                      | 昭和17年2月11日 町制 寺庄町 | 昭和18年2月11日 甲南町     | 甲南町                       | 甲南町                 | 甲南町                       | 平成16年10月1日 甲賀市 | 甲賀市 |
| 竜法師村   | 竜法師村            | 竜池村                     | 竜池村                      | 竜池村                      | 昭和18年2月11日 甲南町     | 甲南町                       | 甲南町                 | 甲南町                       | 平成16年10月1日 甲賀市 | 甲賀市 |
| 上磯尾村   | 明治7年 磯尾村      | 竜池村                     | 竜池村                      | 竜池村                      | 昭和18年2月11日 甲南町     | 甲南町                       | 甲南町                 | 甲南町                       | 平成16年10月1日 甲賀市 | 甲賀市 |
| 下磯尾村   | 明治7年 磯尾村      | 竜池村                     | 竜池村                      | 竜池村                      | 昭和18年2月11日 甲南町     | 甲南町                       | 甲南町                 | 甲南町                       | 平成16年10月1日 甲賀市 | 甲賀市 |
| 野田村     | 野田村              | 竜池村                     | 竜池村                      | 竜池村                      | 昭和18年2月11日 甲南町     | 甲南町                       | 甲南町                 | 甲南町                       | 平成16年10月1日 甲賀市 | 甲賀市 |
| 野尻村     | 野尻村              | 竜池村                     | 竜池村                      | 竜池村                      | 昭和18年2月11日 甲南町     | 甲南町                       | 甲南町                 | 甲南町                       | 平成16年10月1日 甲賀市 | 甲賀市 |
| 下池田村   | 明治7年 池田村      | 竜池村                     | 竜池村                      | 竜池村                      | 昭和18年2月11日 甲南町     | 甲南町                       | 甲南町                 | 甲南町                       | 平成16年10月1日 甲賀市 | 甲賀市 |
| 上池田村   | 明治7年 池田村      | 竜池村                     | 竜池村                      | 竜池村                      | 昭和18年2月11日 甲南町     | 甲南町                       | 甲南町                 | 甲南町                       | 平成16年10月1日 甲賀市 | 甲賀市 |
| 野川村     | 野川村              | 宮村                       | 宮村                        | 宮村                        | 昭和18年2月11日 甲南町     | 甲南町                       | 甲南町                 | 甲南町                       | 平成16年10月1日 甲賀市 | 甲賀市 |
| 柑子村     | 柑子村              | 宮村                       | 宮村                        | 宮村                        | 昭和18年2月11日 甲南町     | 甲南町                       | 甲南町                 | 甲南町                       | 平成16年10月1日 甲賀市 | 甲賀市 |
| 上馬杉村   | 上馬杉村            | 宮村                       | 宮村                        | 宮村                        | 昭和18年2月11日 甲南町     | 甲南町                       | 甲南町                 | 甲南町                       | 平成16年10月1日 甲賀市 | 甲賀市 |
| 下馬杉村   | 下馬杉村            | 宮村                       | 宮村                        | 宮村                        | 昭和18年2月11日 甲南町     | 甲南町                       | 甲南町                 | 甲南町                       | 平成16年10月1日 甲賀市 | 甲賀市 |
| 杉谷村     | 明治7年 杉谷村      | 南杣村                     | 南杣村                      | 南杣村                      | 昭和18年2月11日 甲南町     | 甲南町                       | 甲南町                 | 甲南町                       | 平成16年10月1日 甲賀市 | 甲賀市 |
| 杉谷新田   | 明治7年 杉谷村      | 南杣村                     | 南杣村                      | 南杣村                      | 昭和18年2月11日 甲南町     | 甲南町                       | 甲南町                 | 甲南町                       | 平成16年10月1日 甲賀市 | 甲賀市 |
| 塩野村     | 塩野村              | 南杣村                     | 南杣村                      | 南杣村                      | 昭和18年2月11日 甲南町     | 甲南町                       | 甲南町                 | 甲南町                       | 平成16年10月1日 甲賀市 | 甲賀市 |
| 市原村     | 市原村              | 南杣村                     | 南杣村                      | 南杣村                      | 昭和18年2月11日 甲南町     | 甲南町                       | 甲南町                 | 甲南町                       | 平成16年10月1日 甲賀市 | 甲賀市 |
| 倉治村     | 明治12年 新治村     | 南杣村                     | 南杣村                      | 南杣村                      | 昭和18年2月11日 甲南町     | 甲南町                       | 甲南町                 | 甲南町                       | 平成16年10月1日 甲賀市 | 甲賀市 |
| 新宮村     | 明治12年 新治村     | 南杣村                     | 南杣村                      | 南杣村                      | 昭和18年2月11日 甲南町     | 甲南町                       | 甲南町                 | 甲南町                       | 平成16年10月1日 甲賀市 | 甲賀市 |
| 上野村     | 明治12年 新治村     | 南杣村                     | 南杣村                      | 南杣村                      | 昭和18年2月11日 甲南町     | 甲南町                       | 甲南町                 | 甲南町                       | 平成16年10月1日 甲賀市 | 甲賀市 |
| 長野村     | 長野村              | 長野村                     | 大正10年8月15日 町制 長野町 | 昭和5年11月3日 改称 信楽町  | 昭和5年11月3日 改称 信楽町 | 信楽町                       | 昭和29年9月1日 信楽町  | 信楽町                       | 平成16年10月1日 甲賀市 | 甲賀市 |
| 神山村     | 神山村              | 長野村                     | 大正10年8月15日 町制 長野町 | 昭和5年11月3日 改称 信楽町  | 昭和5年11月3日 改称 信楽町 | 信楽町                       | 昭和29年9月1日 信楽町  | 信楽町                       | 平成16年10月1日 甲賀市 | 甲賀市 |
| 田代村     | 田代村              | 長野村                     | 大正10年8月15日 町制 長野町 | 昭和5年11月3日 改称 信楽町  | 昭和5年11月3日 改称 信楽町 | 信楽町                       | 昭和29年9月1日 信楽町  | 信楽町                       | 平成16年10月1日 甲賀市 | 甲賀市 |
| 畑村       | 畑村                | 長野村                     | 大正10年8月15日 町制 長野町 | 昭和5年11月3日 改称 信楽町  | 昭和5年11月3日 改称 信楽町 | 信楽町                       | 昭和29年9月1日 信楽町  | 信楽町                       | 平成16年10月1日 甲賀市 | 甲賀市 |
| 江田村     | 江田村              | 長野村                     | 大正10年8月15日 町制 長野町 | 昭和5年11月3日 改称 信楽町  | 昭和5年11月3日 改称 信楽町 | 信楽町                       | 昭和29年9月1日 信楽町  | 信楽町                       | 平成16年10月1日 甲賀市 | 甲賀市 |
| 江田村     | 明治7年 分立 西村   | 小原村                     | 小原村                      | 小原村                      | 小原村                     | 小原村                       | 昭和29年9月1日 信楽町  | 信楽町                       | 平成16年10月1日 甲賀市 | 甲賀市 |
| 中野村     | 中野村              | 小原村                     | 小原村                      | 小原村                      | 小原村                     | 小原村                       | 昭和29年9月1日 信楽町  | 信楽町                       | 平成16年10月1日 甲賀市 | 甲賀市 |
| 柞原村     | 柞原村              | 小原村                     | 小原村                      | 小原村                      | 小原村                     | 小原村                       | 昭和29年9月1日 信楽町  | 信楽町                       | 平成16年10月1日 甲賀市 | 甲賀市 |
| 小川村     | 小川村              | 小原村                     | 小原村                      | 小原村                      | 小原村                     | 小原村                       | 昭和29年9月1日 信楽町  | 信楽町                       | 平成16年10月1日 甲賀市 | 甲賀市 |
| 小川出村   | 小川出村            | 小原村                     | 小原村                      | 小原村                      | 小原村                     | 小原村                       | 昭和29年9月1日 信楽町  | 信楽町                       | 平成16年10月1日 甲賀市 | 甲賀市 |
| 杉山村     | 杉山村              | 小原村                     | 小原村                      | 小原村                      | 小原村                     | 小原村                       | 昭和29年9月1日 信楽町  | 信楽町                       | 平成16年10月1日 甲賀市 | 甲賀市 |
| 下朝宮村   | 下朝宮村            | 朝宮村                     | 朝宮村                      | 朝宮村                      | 朝宮村                     | 朝宮村                       | 昭和29年9月1日 信楽町  | 信楽町                       | 平成16年10月1日 甲賀市 | 甲賀市 |
| 野尻村     | 明治7年 改称 宮尻村 | 朝宮村                     | 朝宮村                      | 朝宮村                      | 朝宮村                     | 朝宮村                       | 昭和29年9月1日 信楽町  | 信楽町                       | 平成16年10月1日 甲賀市 | 甲賀市 |
| 上朝宮村   | 上朝宮村            | 朝宮村                     | 朝宮村                      | 朝宮村                      | 朝宮村                     | 朝宮村                       | 昭和29年9月1日 信楽町  | 信楽町                       | 平成16年10月1日 甲賀市 | 甲賀市 |
| 牧村       | 牧村                | 雲井村                     | 雲井村                      | 雲井村                      | 雲井村                     | 雲井村                       | 昭和29年9月1日 信楽町  | 信楽町                       | 平成16年10月1日 甲賀市 | 甲賀市 |
| 宮町村     | 宮町村              | 雲井村                     | 雲井村                      | 雲井村                      | 雲井村                     | 雲井村                       | 昭和29年9月1日 信楽町  | 信楽町                       | 平成16年10月1日 甲賀市 | 甲賀市 |
| 黄瀬村     | 黄瀬村              | 雲井村                     | 雲井村                      | 雲井村                      | 雲井村                     | 雲井村                       | 昭和29年9月1日 信楽町  | 信楽町                       | 平成16年10月1日 甲賀市 | 甲賀市 |
| 勅旨村     | 勅旨村              | 雲井村                     | 雲井村                      | 雲井村                      | 雲井村                     | 雲井村                       | 昭和29年9月1日 信楽町  | 信楽町                       | 平成16年10月1日 甲賀市 | 甲賀市 |
| 多羅尾村   | 多羅尾村            | 多羅尾村                   | 多羅尾村                    | 多羅尾村                    | 多羅尾村                   | 多羅尾村                     | 昭和29年9月1日 信楽町  | 信楽町                       | 平成16年10月1日 甲賀市 | 甲賀市 |
| 石部村     | 石部村              | 石部村                     | 明治36年6月1日 町制 石部町  | 石部町                      | 石部町                     | 石部町                       | 石部町                 | 石部町                       | 平成16年10月1日 湖南市 | 湖南市 |
| 東寺村     | 東寺村              | 石部村                     | 明治36年6月1日 町制 石部町  | 石部町                      | 石部町                     | 石部町                       | 石部町                 | 石部町                       | 平成16年10月1日 湖南市 | 湖南市 |
| 西寺村     | 西寺村              | 石部村                     | 明治36年6月1日 町制 石部町  | 石部町                      | 石部町                     | 石部町                       | 石部町                 | 石部町                       | 平成16年10月1日 湖南市 | 湖南市 |
| 柑子袋村   | 柑子袋村            | 三雲村                     | 三雲村                      | 三雲村                      | 三雲村                     | 三雲村                       | 昭和30年4月10日 甲西町 | 甲西町                       | 平成16年10月1日 湖南市 | 湖南市 |
| 平松村     | 平松村              | 三雲村                     | 三雲村                      | 三雲村                      | 三雲村                     | 三雲村                       | 昭和30年4月10日 甲西町 | 甲西町                       | 平成16年10月1日 湖南市 | 湖南市 |
| 針村       | 針村                | 三雲村                     | 三雲村                      | 三雲村                      | 三雲村                     | 三雲村                       | 昭和30年4月10日 甲西町 | 甲西町                       | 平成16年10月1日 湖南市 | 湖南市 |
| 山夏見村   | 明治8年 夏見村      | 三雲村                     | 三雲村                      | 三雲村                      | 三雲村                     | 三雲村                       | 昭和30年4月10日 甲西町 | 甲西町                       | 平成16年10月1日 湖南市 | 湖南市 |
| 里夏見村   | 明治8年 夏見村      | 三雲村                     | 三雲村                      | 三雲村                      | 三雲村                     | 三雲村                       | 昭和30年4月10日 甲西町 | 甲西町                       | 平成16年10月1日 湖南市 | 湖南市 |
| 出屋敷村   | 明治8年 夏見村      | 三雲村                     | 三雲村                      | 三雲村                      | 三雲村                     | 三雲村                       | 昭和30年4月10日 甲西町 | 甲西町                       | 平成16年10月1日 湖南市 | 湖南市 |
| 吉永村     | 吉永村              | 三雲村                     | 三雲村                      | 三雲村                      | 三雲村                     | 三雲村                       | 昭和30年4月10日 甲西町 | 甲西町                       | 平成16年10月1日 湖南市 | 湖南市 |
| 三雲村     | 明治8年 三雲村      | 三雲村                     | 三雲村                      | 三雲村                      | 三雲村                     | 三雲村                       | 昭和30年4月10日 甲西町 | 甲西町                       | 平成16年10月1日 湖南市 | 湖南市 |
| 妙感寺村   | 明治8年 三雲村      | 三雲村                     | 三雲村                      | 三雲村                      | 三雲村                     | 三雲村                       | 昭和30年4月10日 甲西町 | 甲西町                       | 平成16年10月1日 湖南市 | 湖南市 |
| 岩根村     | 岩根村              | 岩根村                     | 岩根村                      | 岩根村                      | 岩根村                     | 岩根村                       | 昭和30年4月10日 甲西町 | 甲西町                       | 平成16年10月1日 湖南市 | 湖南市 |
| 朝国村     | 朝国村              | 岩根村                     | 岩根村                      | 岩根村                      | 岩根村                     | 岩根村                       | 昭和30年4月10日 甲西町 | 甲西町                       | 平成16年10月1日 湖南市 | 湖南市 |
| 菩提寺村   | 菩提寺村            | 岩根村                     | 岩根村                      | 岩根村                      | 岩根村                     | 岩根村                       | 昭和30年4月10日 甲西町 | 甲西町                       | 平成16年10月1日 湖南市 | 湖南市 |
| 正福寺村   | 正福寺村            | 岩根村                     | 岩根村                      | 岩根村                      | 岩根村                     | 岩根村                       | 昭和30年4月10日 甲西町 | 甲西町                       | 平成16年10月1日 湖南市 | 湖南市 |
| 下田村     | 下田村              | 下田村                     | 下田村                      | 下田村                      | 下田村                     | 下田村                       | 下田村                 | 昭和33年10月1日 甲西町に編入 | 平成16年10月1日 湖南市 | 湖南市 |

## 行政
歴代郡長
| 代 | 氏名     | 就任年月日                | 退任年月日                | 備考                   |
| -- | -------- | ------------------------- | ------------------------- | ---------------------- |
| 1  |          | 明治12年（1879年）5月16日 |                           |                        |
|    | 松田宗寿 | 明治26年（1893年）7月6日  |                           | 蒲生郡長も兼任         |
|    |          |                           | 大正15年（1926年）6月30日 | 郡役所廃止により、廃官 |